# Antonio Manuel Sánchez Gómez
Antonio Manuel Sánchez Gómez, més conegut com a Manu Sánchez (Fuengirola, 25 de gener de 1979) és un futbolista andalús, que ocupa la posició de migcampista. Ha estat internacional amb les categories inferiors de la selecció espanyola.
Format al planter del Reial Madrid, hi jugaria als equips C i B de l'entitat. El 2002 marxa al Màlaga CF. Eixe any debuta a primera divisió tot jugant quatre partits, i a l'any següent es consolida al club andalús amb 36 partits i 6 gols. A partir d'ací, però, l'aportació del migcampista va minvant progressivament fins a aparèixer en només 3 partits la temporada 06/07.
L'estiu del 2007 fitxa per l'Hèrcules CF, amb qui juga 10 partits a la Segona Divisió. El 2009, recala al modest Antequera CF.